# 髙橋誠 (KDDI)
髙橋 誠（たかはし まこと、1961年〈昭和36年〉10月24日 - ）は、KDDI株式会社代表取締役会長。

## 経歴
滋賀県大津市出身。横浜国立大学工学部金属工学科卒業。1984年に京セラに入社、同年に第二電電企画（現・KDDI）に出向する。モバイルインターネットビジネスの開拓や新規事業の開発等に携わった後、2018年に代表取締役社長に就任。同年に電気通信事業者協会会長に就任した。2025年4月1日付でKDDIの社長職を松田浩路に譲り、同社代表取締役会長に就任。

## 略歴
- 1984年（昭和59年）3月 - 横浜国立大学工学部金属工学科卒業[2]。
- 1984年（昭和59年）4月 - 京セラ株式会社入社[5]。
- 1984年（昭和59年）6月 - 第二電電企画株式会社（現・KDDI株式会社）設立 出向[6]。
- 2001年（平成13年）6月 - ケイディーディーアイ株式会社（現・KDDI株式会社）au事業本部au商品企画本部モバイルインターネットビジネス部部長[7][8]。
- 2002年（平成14年）3月 - ケイディーディーアイ株式会社（現・KDDI株式会社）ソリューション事業本部コンテンツ本部コンテンツビジネス部部長[9][10]。
- 2003年（平成15年）4月 - KDDI株式会社執行役員 ソリューション事業本部コンテンツ本部本部長[11][12]。
- 2004年（平成16年）4月 - KDDI株式会社執行役員 コンテンツ・メディア本部本部長[13][14]。
- 2005年（平成17年）4月 - KDDI株式会社執行役員 コンテンツ・メディア事業本部本部長[15][16]。
- 2007年（平成19年）4月 - KDDI株式会社執行役員 コンシューマ事業統轄本部本部長[17]。
- 2007年（平成19年）6月 - KDDI株式会社取締役執行役員常務 コンシューマ事業統轄本部本部長[18]。
- 2009年（平成21年）4月 - KDDI株式会社取締役執行役員常務 コンシューマ商品統括本部本部長[19]。
- 2010年（平成22年）4月 - KDDI株式会社取締役執行役員常務 グループ戦略統括本部本部長[20]。
- 2010年（平成22年）4月 - 株式会社ジュピターテレコム社外取締役[21]。
- 2010年（平成22年）6月 - KDDI株式会社代表取締役執行役員専務 グループ戦略統括本部本部長[22]。
- 2011年（平成23年）4月 - KDDI株式会社代表取締役執行役員専務 新規事業統括本部本部長[23]。
- 2014年（平成26年）10月 - Syn.ホールディングス株式会社（現・Supershipホールディングス株式会社）設立 社外取締役[24]。
- 2015年（平成27年）4月 - KDDI株式会社代表取締役執行役員専務 グローバル事業本部担当兼バリュー事業本部本部長[25]。
- 2015年（平成27年）11月 - Syn.ホールディングス株式会社（現・Supershipホールディングス株式会社）代表取締役社長[26]。
- 2016年（平成28年）4月 - KDDI株式会社代表取締役執行役員専務 経営戦略本部担当兼バリュー事業本部本部長[27]。
- 2016年（平成28年）6月 - KDDI株式会社代表取締役執行役員副社長 経営戦略本部担当兼バリュー事業本部本部長[28]。
- 2017年（平成28年）4月 - KDDI株式会社代表取締役執行役員副社長 全社新事業担当兼バリュー事業本部本部長兼経営戦略本部本部長[29]。
- 2018年（平成29年）3月 - Syn.ホールディングス株式会社（現・Supershipホールディングス株式会社）取締役会長[24]。
- 2018年（平成29年）4月 - KDDI株式会社代表取締役社長[30]。
- 2018年（平成29年）6月 - 一般社団法人電気通信事業者協会会長[31]。
- 2021年（令和3年）6月 - 一般社団法人電気通信事業者協会会長。
- 2025年（令和7年）4月 - KDDI株式会社代表取締役会長[4]。

## 現職
- KDDI株式会社代表取締役社長[32]
- 一般社団法人電気通信事業者協会理事[33]

## クレジットされた作品一覧

### 実写映画
- 2012年 日本列島 いきものたちの物語（製作）
- 2012年 ガール（製作）
- 2012年 るろうに剣心（製作）
- 2012年 ペンギン夫婦の作りかた（製作）
- 2012年 カラスの親指（製作）
- 2012年 今日、恋をはじめます（製作委員会統括）
- 2013年 奇跡のリンゴ（製作）
- 2013年 永遠の0（共同製作）
- 2014年 ニシノユキヒコの恋と冒険（共同製作）
- 2014年 偉大なる、しゅららぼん（製作）
- 2014年 青天の霹靂（共同製作）
- 2014年 るろうに剣心 京都大火編（製作）
- 2014年 るろうに剣心 伝説の最期編（製作）
- 2014年 蜩ノ記（共同製作）
- 2014年 紙の月（製作代表）
- 2014年 寄生獣（共同製作）
- 2014年 アオハライド（共同製作）
- 2015年 くちびるに歌を（製作）
- 2015年 ソロモンの偽証 前篇・事件（製作代表）
- 2015年 ストロボ・エッジ（共同製作）
- 2015年 ソロモンの偽証 後篇・裁判（製作代表）
- 2015年 寄生獣 完結編（共同製作）
- 2015年 イニシエーション・ラブ（製作）
- 2015年 愛を積むひと（製作代表）
- 2015年 進撃の巨人 ATTACK ON TITAN（共同製作）
- 2015年 進撃の巨人 ATTACK ON TITAN エンド オブ ザ ワールド（共同製作）
- 2015年 orange-オレンジ-（共同製作）
- 2016年 ちはやふる -上の句-（製作）
- 2016年 アイアムアヒーロー（共同製作）
- 2016年 ちはやふる -下の句-（製作）
- 2016年 世界から猫が消えたなら（共同製作）
- 2016年 オオカミ少女と黒王子（製作）
- 2016年 クリーピー 偽りの隣人（製作）
- 2016年 TOO YOUNG TO DIE! 若くして死ぬ（製作）
- 2016年 青空エール（共同製作）
- 2016年 後妻業の女（共同製作）
- 2016年 怒り（共同製作）
- 2016年 何者（共同製作）
- 2016年 ボクの妻と結婚してください。（共同製作）
- 2016年 ミュージアム（製作）
- 2016年 ぼくは明日、昨日のきみとデートする（共同製作）
- 2017年 恋妻家宮本（共同製作）
- 2017年 3月のライオン 前編（製作）
- 2017年 3月のライオン 後編（製作）
- 2017年 22年目の告白 -私が殺人犯です-（製作）
- 2017年 君の膵臓をたべたい（共同製作）
- 2017年 奥田民生になりたいボーイと出会う男すべて狂わせるガール（共同製作）
- 2017年 亜人（共同製作）
- 2017年 ナラタージュ（製作）
- 2017年 斉木楠雄のΨ難（製作）
- 2017年 火花（共同製作）
- 2017年 鋼の錬金術師（製作）
- 2017年 未成年だけどコドモじゃない（共同製作）
- 2018年 嘘を愛する女（共同製作）
- 2018年 羊の木（製作）
- 2018年 去年の冬、きみと別れ（製作）
- 2018年 坂道のアポロン（製作）
- 2018年 ちはやふる -結び-（製作）
- 2018年 ママレード・ボーイ（製作）
- 2018年 ラプラスの魔女（共同製作）
- 2018年 恋は雨上がりのように（共同製作）
- 2018年 OVER DRIVE（共同製作）
- 2018年 50回目のファーストキス（製作）
- 2018年 羊と鋼の森（共同製作）
- 2018年 BLEACH 死神代行篇（製作）
- 2018年 センセイ君主（共同製作）
- 2018年 SUNNY 強い気持ち・強い愛（共同製作）
- 2018年 億男（共同製作）
- 2018年 スマホを落としただけなのに（製作委員会統括）
- 2018年 ういらぶ。（製作）
- 2018年 春待つ僕ら（製作）
- 2019年 十二人の死にたい子どもたち（製作）
- 2019年 雪の華（製作）
- 2019年 フォルトゥナの瞳（共同製作）
- 2019年 町田くんの世界（製作）

### アニメ映画
- 2012年 ベルセルク 黄金時代篇I 覇王の卵（エグゼクティブプロデューサー）
- 2012年 ベルセルク 黄金時代篇II ドルドレイ攻略（エグゼクティブプロデューサー）
- 2013年 劇場版 HUNTER×HUNTER 緋色の幻影（製作）
- 2013年 ベルセルク 黄金時代篇III 降臨（エグゼクティブプロデューサー）
- 2013年 風立ちぬ（製作委員会）
- 2013年 かぐや姫の物語（製作委員会）
- 2013年 劇場版 HUNTER×HUNTER -The LAST MISSION-（製作）
- 2014年 思い出のマーニー（製作委員会）
- 2017年 ひるね姫 〜知らないワタシの物語〜（製作）